# Hydrocotyle batrachium
Hydrocotyle batrachium là một loài thực vật có hoa trong Họ Cuồng. Loài này được Hance mô tả khoa học đầu tiên năm 1862.